# Ernst Stettler
Ernst Stettler (Mellikon, 17 luglio 1921 – Mellikon, 28 agosto 2001) è stato un ciclista su strada svizzero.
Fu medaglia d'argento ai Campionati del mondo di ciclismo su strada nella categoria dilettanti nel 1946 a Zurigo.
Chiuse al terzo posto il Tour de Suisse 1949 e secondo, dietro Gino Bartali, il Campionato di Zurigo 1948.

## Palmarès
- 1945 (Dilettanti, una vittoria)

Campionato di Zurigo dilettanti
- 1948 (Mondia, una vittoria)

Nordwest-Schweizer-Rundfahrt
- 1949 (Mondia/Guerra/Tebag, due vittorie)

1ª tappa Tour de Suisse (Zurigo > Arbon)
5ª tappa Tour de Suisse (Ginevra > Friburgo)
- 1950 (Mondia, tre vittorie)

Tour des Quatre Cantons
5ª tappa Tour de Suisse (Gstaad > Lucerna)
2ª tappa Schwarzwald Rundfahrt (Rheinfelden > Singen)

### Altri successi
- 1947 (Mondia, tre vittorie)

Schaffhausen - Breite Criterium
Criterium di La Chaux-de-Fonds
Criterium di Zurigo
- 1948 (Mondia, una vittoria)

Criterium di Brügg bei Biel
- 1949 (Mondia/Guerra/Tebag, due vittorie)

Criterium di Baden
Criterium di Brügg bei Biel

## Piazzamenti

### Grandi giri
- Tour de France

1949: ritirato (6ª tappa)

### Classiche monumento
- Milano-Sanremo

1948: 70º
1949: 117º
1951: 75º

### Competizioni mondiali
- Campionati del mondo su strada

Zurigo 1946 - In linea dilettanti: 2º
Copenaghen 1949 - In linea: 6º
Moorslede 1950 - In linea: ritirato